# Xã Olive, Quận Clinton, Michigan
Xã Olive (tiếng Anh: Olive Township) là một xã thuộc quận Clinton, tiểu bang Michigan, Hoa Kỳ. Năm 2010, dân số của xã này là 2.476 người.